# Bandeira de Leinster

Há muito que uma harpa dourada com cordas de prata num fundo verde serve como armas da província de Leinster. Talvez a mais comemorada instância de uma harpa num campo verde seja a bandeira de Owen Roe O’Neill. Owen Roe, neto do grande Hugh, tinha, enquanto jovem - após a derrota do seu tio em Kinsale em 1601, entrado ao serviço militar de Espanha onde ascendeu a elevado posto no exército daquele país. Em 1642 regressou à Irlanda para ajudar a Confederação Irlandesa na guerra que tinha estalado um ano antes.   
Está registado que o seu navio, o St. Francis, ao ancorar em Dunquerque, hasteou do mastro "a harpa Irlandesa num campo verde". Como o quartel general da confederação ficava em Kilkenny - a principal cidade de Leinster - a sua bandeira deve ter tido um significado especial para aquela província. 
Além disso, o selo da Confederação incorporou, entre outras coisas, uma reprodução da harpa Irlandesa.
Quando Owen Roe morreu em 1649, as esperanças da Confederação Irlandesa morreram com ele. A sua bandeira, no entanto, subsiste até aos dias de hoje na forma das armas de Leinster - vert uma harpa or de cordas argent.